# Brinn Bevan
Brinn John Bevan (né le 16 juin 1997 à Southend-on-Sea) est un gymnaste artistique britannique.

## Carrière sportive
Il est médaillé d'argent par équipes lors des Championnats du monde de gymnastique artistique 2015 à Glasgow et médaillé de bronze au cheval d'arçons aux Jeux européens de 2015 à Bakou.
Il participe aux Jeux olympiques d'été de 2016.